# Ligne de tramway 467/2
La ligne 467/2 est une ancienne ligne de tramway de la Société nationale des chemins de fer vicinaux (SNCV).

## Histoire
Les voies sont démontées entre Liers et Vottem au cours de l'année 1951.